# Nycteola rufescens
Nycteola rufescens är en fjärilsart som beskrevs av Sheldon 1919. Nycteola rufescens ingår i släktet Nycteola och familjen trågspinnare. Inga underarter finns listade i Catalogue of Life.